# صغرا ربابی
صغرا ربابی (انگلیسی: Sughra Rababi؛ ۱۹۲۲ – ۱۹۹۴) نقاش، طراح و مجسمه‌ساز اهل پاکستان بود. او به عنوان یک هنرمند جوان در دهه ۱۹۴۰ اولین زنی بود که جایزه مسابقه نقاشی آل ایندیا را برنده شد.
صغرا ربابی بیشترین درآمد حاصل از فروش آثار خود را برای حمایت از فعالیت‌های بشردوستانه اهدا می‌کرد. یونیسف با افتخار صندوق کمک های هنری و خیریه خودرا با نام صغرا ربابی تأسیس کرد و شهردار سان فرانسیسکو روز ۱۹ ژانویه ۱۹۹۴ را به عنوان روز صغرا ربابی در سان فرانسیسکو اعلام کرد.